# Wohnsiedlung Riedtli
Die Wohnsiedlung Riedtli ist eine kommunale Wohnsiedlung der Stadt Zürich, die teilweise im Quartier Oberstrass, teilweise in Unterstrass liegt. Die Siedlung konnte ab 1912 bezogen werden.

## Bauwerk
Die Siedlung liegt unterhalb der Winterthurerstrasse bei der Tramhaltestelle «Kinkelstrasse». Die 66 drei- bis vier-geschossigen Mehrfamilienhäuser mit Walmdach sind in 28 offenen Gruppen am Hang gegen den Zürichberg angeordnet. In der Siedlung sind 291 Wohnungen untergebracht, der grösste Teil sind 3 ½- und 4 ½-Zimmer-Wohnungen.